# Північне узбережжя Британської Колумбії
53° пн. ш. 132° зх. д. / 53° пн. ш. 132° зх. д.
Північне узбережжя Британської Колумбії, Узбережжя Британської Колумбії є географічним регіоном канадської провінції Британська Колумбія. Оскільки вся західна континентальна берегова лінія Канади вздовж Тихого океану знаходиться в провінції, вона є синонімом західного узбережжя Канади.
Хоча точні межі визначаються по-різному, регіон, як правило, визначається таким чином, щоб охоплювати 15 регіональних округів, узбережжя яких уздовж Тихого океану чи моря Саліш, або є частиною Лоуер-Мейнленд, субрегіону узбережжя Британської Колумбії. Інші кордони можуть виключати частини або навіть цілі регіональні райони, такі як вищезгаданий Лоуер-Мейнленд.
Узбережжя Британської Колумбії простягається від південного краю острова Ванкувер уздовж протоки Хуан де Фука до громади Стюарт на початку Портлендського каналу. Відстань у повітрі між цими двома точками становить приблизно 954 км (593 милі). Однак через глибоку порізану берегову лінію та понад 40 000 островів різного розміру загальна довжина узбережжя Британської Колумбії становить понад 25 725 км (15 985 миль), або приблизно 10% усієї берегової лінії Канади. Ця прибережна географія є спільною з сусідніми штатами США Аляска та Вашингтон.

## Інтернет-ресурси
- Watch the NFB documentary The Intertidal Zone on BC's coastline
- The Atlas of Canada — Coastline and Shoreline